# Đức Mẹ Măng Đen
Tượng Đức Mẹ Fatima tại Măng Đen (còn được là Tượng Đức Mẹ Măng Đen hay Tượng Đức Mẹ cụt tay) là một di tích, điểm hành hương Công giáo của Giáo phận Kon Tum, tọa lạc tại xã Măng Đen, tỉnh Quảng Ngãi, cạnh Quốc lộ 24, cách phường Kon Tum 53 km về phía Đông Bắc.